# Medasina contaminata
Medasina contaminata là một loài bướm đêm trong họ Geometridae.